# المنصورة (المنصورة)
المنصورة هو دُوَّار يقع بجماعة القصر المجاز، إقليم الفحص أنجرة، جهة طنجة تطوان الحسيمة في المملكة المغربية. ينتمي الدوّار لمشيخة المنصورة التي تضم 3 دواوير. يقدر عدد سكانه بـ 358 نسمة حسب الإحصاء الرسمي للسكان والسكنى لسنة 2004.

## روابط خارجية
- البوابة الوطنية للجماعات الترابية
- المندوبية السامية للتخطيط